# حورية البحر (فلم 2016)
حورية البحر هو فيلم خيالي، كوميدي، رومانسي صيني صُدر في 2016.

## قصة الفيلم
الفيلم عبارة عن إعادة لقصة عروس البحر الشهيرة التي وقعت في حب بشري ولكن بشكل مختلف تماما. في الفيلم الذي سوف تشاهدونه، يتحدث عن عروس البحر التي تتعمد إغواء رجل أعمال شهير بهدف قتله لأنه السبب الرئيسي في تدمير موطنها وموطن العرائس الذين يعيشون فيه ولكنها تقع في حبه. على وجه التحديد، شركة البطل وضعت أجهزة إرسال أصداء في منطقة من المحيط بهدف إبعاد الكائنات البحرية كي يتسنى لهم بناء مشاريع في المكان. هذه الأجهزة قاتلة لذلك علقت عرائس البحر في مكان معين لا يستطيعون الخروج إلى المحيط ولا لعالم البشر كي لا يتعرضوا لهذه الأجهزة القاتلة فيقررون إرسال ( شان شان ) وهي عروس بحر جميلة لإغواء ( ليو شوان ) صاحب مشروع البناء كي تقوم بقتله .

## روابط خارجية
- مقالات تستعمل روابط فنية بلا صلة مع ويكي بيانات